# Ingo Bechmann
Ingo Jürgen Bechmann (* 28. Oktober 1968 in Coburg) ist ein deutscher Neuroanatom, Neuroimmunologe und Hochschullehrer.

## Leben
Bechmann besuchte das Gymnasium Casimirianum in Coburg, wo er 1989 das Abitur ablegte. Anschließend war er bis Oktober als Assistent für Regie- und Dramaturgie am Stadttheater Würzburg tätig. Nach dem Zivildienst bis Dezember 1990 auf einer internistisch-geriatrischen Station des Landkrankenhauses in Coburg und einer Anstellung als Pflegehelfer in der Chirurgischen Abteilung des St. Katharinen-Krankenhauses in Frankfurt am Main (Januar bis März 1991) begann Bechmann zunächst evangelischen Theologie und Philosophie an der Johann Wolfgang Goethe-Universität zu studieren. Im Oktober 1991 wechselte er die Studienrichtung und begann ein Studium der Humanmedizin. Im September 1993 machte er sein Physikum. Anschließend arbeitete er am Dr. Senckenbergischen Institut für Anatomie bei Thomas G. Ohm. In den Jahren 1991 bis August 1994 war er zudem als Pflegehelfer im Zentrum für Psychiatrie der Universitätsklinik sowie in der kardiologischen Abteilung des Rot-Kreuz-Krankenhauses tätig. Das 1. Staatsexamen legte er im August 1994 ab. Er wechselte zu Robert Nitsch an das Institut für Anatomie an der Charité in Berlin. Im März 1997 folgten das 2. Staatsexamen und nach einem Praxisjahr im April 1998 schließlich das 3. Staatsexamen und eine Teilapprobation als Arzt.
Er erhielt dann ein Stipendium als Arzt im Praktikum an der Charité und arbeitet in der Klinik für Neurologie (K. Einhäupl) und am Institut für Anatomie (R. Nitsch). Im April 1999 erfolgte die Promotion zum Doctor medicinae mit dem Prädikat summa cum laude an der Humboldt-Universität Berlin mit einer Arbeit zum Thema „Identifikation phagozytierender Gliazellen“. Für seine Dissertation erhielt er unter anderem den Humboldt-Preis der Humboldt-Universität.
Im Oktober 1999 erhielt Bechmann die Vollapprobation als Arzt. Nach der Habilitation 2001 zum Thema „Immunprivileg im Gehirn“ an der Charité lehnte er Rufe nach Greifswald (2003) und Aachen (2004) ab und nahm Rufe auf eine Juniorprofessur (2002) und eine C3-Professur (2004) an der Charité an. 2006 folgte er einem Ruf an die Goethe-Universität Frankfurt/Main, wo er bis 2009 am Institut für klinische Neuroanatomie tätig war. Er erhielt dann Rufe auf Lehrstühle in Göttingen, Erlangen und Leipzig.
Seit Oktober 2009 ist Bechmann Direktor am Institut für Anatomie der Universität Leipzig. Im Oktober 2022 wurde er für drei Jahre zum Dekan der Medizinischen Fakultät der Universität Leipzig gewählt.

## Forschung
Bechmann forscht zu Mechanismen der immunologischen Toleranz im Gehirn bei Erkrankungen wie Multipler Sklerose und Morbus Alzheimer.
Er entdeckte, unter welchen Bedingungen Immunzellen ins Gehirn „gerufen“ werden und wie sie durch lokale immunsuppressive Mechanismen deaktiviert werden. Um Gewebereaktionen direkt beobachten zu können, entwickelte er Schnittkulturmodelle von menschlichen Geweben, die die Mechanismen bei der Behandlung von Krebszellen besser abbilden als Tierversuche. Gemeinsam mit seinem Kollegen Jake Streit beschreibt er, dass der Neurodegeneration bei der Alzheimerschen Erkrankung eine auffällige degenerative Veränderung der Immunzellen vorausgeht („microglial dystrophy“), deren Ursachen nun von einem sich entwickelnden Feld untersucht werden.
Seit Beginn des Jahres 2013 beteiligt sich Bechmann am internationalen Forschungsprojekt ICEMED, das sich in Zusammenarbeit von vier Helmholtz-Zentren sowie 14 Universitäten und Instituten aus Deutschland, Großbritannien und den USA mit der Visualisierung und Therapie von umwelt- und übergewichtsbedingten Stoffwechselerkrankungen beschäftigt.
Von 2013 bis 2016 war Ingo Bechmann Forschungsdekan der Medizinischen Fakultät der Universität Leipzig, von 2016 bis 2022 Prodekan für Struktur. Von 2016 bis 2020 war er gewähltes Mitglieder im Fachkollegium der Deutschen Forschungsgemeinschaft (DFG) „Grundlagen der Biologie und Medizin“, von 2020 bis 2024 war er gewähltes Mitglied im Fachkollegium „Medizin“.

## Stipendien und Auszeichnungen
- Stipendiat der Studienstiftung des Deutschen Volkes
- 1996 Humboldt-Stipendium
- Robert-Koch-Preis der medizinischen Fakultät Charité: Beste Dissertation der Fakultät 1999[6]
- Humboldt-Preis, Universitätspreis der Humboldt-Universität zu Berlin: Beste Dissertation der Universität 1999[6]
- Ernst-Bumm-Preis der Prodekanin für Lehre der Charité: Für herausragende Leistungen in der Lehre 2000[6]
- Wolfgang Bargmann-Preis der Anatomischen Gesellschaft: Beste wissenschaftliche Publikation 2001 (Bechmann et al., FASEB J.) 2002[6]
- Teaching Award des Studienganges Medical Neuroscience der Charité 2005[6]
- Lehrpreis der Medizinischen Fakultät der Universität Leipzig 2017 und 2019

## Schriften (Auswahl)
- Identifikation phagozytierender Gliazellen während anterograder Degeneration im Gyrus dentatus nach entorhinaler Läsion. Korrelation funktioneller mit morphologischen Veränderungen; eine licht-, konfokal- und elektronenmikroskopische Studie. (= Dissertation, Humboldt-Universität Berlin) 1999, OCLC 64647628.
- Mechanismen des Immunprivilegs im zentralen Nervensystem nach axonaler Läsion. (= Habilitationsschrift, Humboldt-Universität Berlin) 2001, OCLC 76305787.